# Töreboda község
Töreboda község (svédül: Töreboda kommun) Svédország 290 községének egyike. A jelenlegi község 1971-ben jött létre.

## Települései
A községben 3 település található. A települések és népességük:
| Település | Népesség | Megjegyzés         |
| --------- | -------- | ------------------ |
| Töreboda  |          | a község székhelye |
| Moholm    |          |                    |
| Älgarås   |          |                    |

## Külső hivatkozások
- Hivatalos honlap